# اس‌ام‌اس کولن (۱۹۱۶)
اس‌ام‌اس کولن (۱۹۱۶) (به انگلیسی: SMS Cöln (1916)) یک کشتی بود که طول آن ۱۵۵٫۵ متر (۵۱۰ فوت) بود. این کشتی در سال ۱۹۱۶ ساخته شد.